# Almere City FC in het seizoen 2018/19
Het seizoen 2018/2019 was het 14e jaar in het bestaan van de Almeerse betaaldvoetbalclub Almere City FC. De club kwam uit in de Eerste divisie en eindigde daarin op de zevende plaats, dit betekende dat de club in de eerste ronde instroomde in de nacompetitie. In de eerste ronde werd verloren van SC Cambuur. Tevens deed de club mee aan het toernooi om de KNVB Beker, hierin werd in de tweede ronde verloren van Kozakken Boys (1–2).

## Wedstrijdstatistieken

### Eerste divisie
|       | SC Cambuur | FC Den Bosch | FC Dordrecht | FC Eindhoven | Go Ahead Eagles | Helmond Sport | Jong Ajax | Jong AZ | Jong PSV | Jong FC Utrecht | MVV Maastricht | N.E.C. | TOP Oss | RKC Waalwijk | Roda JC Kerkrade | Sparta Rotterdam | Telstar | FC Twente | FC Volendam |
| ----- | ---------- | ------------ | ------------ | ------------ | --------------- | ------------- | --------- | ------- | -------- | --------------- | -------------- | ------ | ------- | ------------ | ---------------- | ---------------- | ------- | --------- | ----------- |
| Thuis | 2 – 1      | 3 – 1        | 1 – 1        | 2 – 0        | 0 – 1           | 3 – 0         | 2 – 3     | 2 – 0   | 2 – 1    | 3 – 1           | 2 – 2          | 1 – 0  | 2 – 1   | 1 – 2        | 1 – 3            | 2 – 0            | 3 – 0   | 1 – 3     | 0 – 2       |
| Uit   | 0 – 1      | 1 – 4        | 3 – 2        | 0 – 2        | 2 – 1           | 1 – 2         | 8 – 0     | 2 – 3   | 5 – 2    | 0 – 2           | 1 – 1          | 5 – 0  | 0 – 1   | 1 – 2        | 6 – 1            | 1 – 1            | 2 – 0   | 1 – 0     | 2 – 2       |

### Nacompetitie
| 1e ronde                                      | SC Cambuur                               | 2 – 2 (1 – 1) | Almere City FC                                |
| 10 mei 2019 Plaats: Leeuwarden Cambuurstadion | Emmanuel Mbende 40' Andrejs Cigaņiks 68' |               | 16' Anwar Bensabouh 61' Stijn Meijer          |
| 1e ronde                                      | Almere City FC                           | 1 – 2 (0 – 2) | SC Cambuur                                    |
| 14 mei 2019 Plaats: Almere Yanmar Stadion     | Niek Vossebelt 50'                       |               | 16' Nigel Robertha 19' (e.d.) Anwar Bensabouh |

### KNVB Beker
| 1e ronde                                               | Almere City FC            | 1 – 0 (1 – 0) | FC Dordrecht     |
| 25 september 2018 Plaats: Almere Yanmar Stadion        | Kevin Luckassen 5'        |               |                  |
| 2e ronde                                               | Kozakken Boys             | 2 – 1 (1 – 0) | Almere City FC   |
| 30 oktober 2018 Plaats: Werkendam Sportpark de Zwaaier | Ahmed el Azzouti 10', 90' |               | 80' Stijn Meijer |

## Statistieken Almere City FC 2018/2019

### Eindstand Almere City FC in de Nederlandse Eerste divisie 2018 / 2019
| Stand | Gespeeld | Gewonnen | Gelijk | Verloren | Punten | Doelpunten voor | Doelpunten tegen |
| ----- | -------- | -------- | ------ | -------- | ------ | --------------- | ---------------- |
| 7e    | 38       | 19       | 5      | 14       | 62     | 60              | 63               |

### Topscorers
| #                    | Naam             | Goal |
| -------------------- | ---------------- | ---- |
| 1.                   | James Efmorfidis | 9    |
| 2.                   | Niek Vossebelt   | 7    |
| 3.                   | Stijn Meijer     | 6    |
| 4.                   | Ilias Alhaft     | 5    |
| 4.                   | Edoardo Soleri   | 5    |
| 6.                   | Andreas Calcan   | 4    |
| 6.                   | Damon Mirani     | 4    |
| 6.                   | Tim Receveur     | 4    |
| 9.                   | Ricardo Kip      | 3    |
| 9.                   | Youri Loen       | 3    |
| 11.                  | Torino Hunte     | 2    |
| 11.                  | Kevin Luckassen  | 2    |
| 13.                  | Anwar Bensabouh  | 1    |
| 13.                  | Jergé Hoefdraad  | 1    |
| 13.                  | Bram van Vlerken | 1    |
| Onbekende doelpunten |                  |      |
| –                    | Onbekend         | 3    |
| Totaal               | Totaal           | 60   |

| #      | Naam            | Goal |
| ------ | --------------- | ---- |
| 1.     | Anwar Bensabouh | 1    |
| 1.     | Stijn Meijer    | 1    |
| 1.     | Niek Vossebelt  | 1    |
| Totaal | Totaal          | 3    |

| #      | Naam            | Goal |
| ------ | --------------- | ---- |
| 1.     | Kevin Luckassen | 1    |
| 1.     | Stijn Meijer    | 1    |
| Totaal | Totaal          | 2    |

## Voetnoten
Almere City FC ·
SC Cambuur ·
FC Den Bosch ·
FC Dordrecht ·
FC Eindhoven ·
Go Ahead Eagles ·
Helmond Sport ·
Jong Ajax ·
Jong AZ ·
Jong PSV ·
Jong FC Utrecht ·
MVV Maastricht ·
N.E.C. ·
RKC Waalwijk ·
Roda JC Kerkrade ·
Sparta Rotterdam ·
Telstar ·
TOP Oss ·
FC Twente ·
FC Volendam